# Asulconotus
Asulconotus är ett släkte av insekter. Asulconotus ingår i familjen gräshoppor.
Kladogram enligt Catalogue of Life:
| Asulconotus | \| \| Asulconotus chinghaiensis \| \| \| \| \| \| Asulconotus kozlovi \| \| \| \| |
|             | \| \| Asulconotus chinghaiensis \| \| \| \| \| \| Asulconotus kozlovi \| \| \| \| |
|             | Asulconotus chinghaiensis                                                         |
|             |                                                                                   |
|             | Asulconotus kozlovi                                                               |
|             |                                                                                   |